# The Flying Lizards
The Flying Lizards was een Britse experimentele-rockgroep uit de new wave, vooral bekend geworden met hun nummer 'Money', een cover van Barrett Strong.

## Geschiedenis
„De vliegende hagedissen“ werden opgericht door David Cunningham. De zangers waren Deborah Evans en Patti Palladin. Andere leden waren de muzikanten Steve Beresford en David Toop, alsook Michael Upton en Peter Laurence Gordon. De groepsleden maakten veel gebruik van improvisatie.
Hun debuutalbum uit 1979 heette eveneens The Flying Lizards. Naast zelfgemaakte singles maakten ze vele covers, waaronder 'Summertime Blues' van Eddie Cochran en 'Money' van Barrett Strong. Het volgende album Fourth Wall bevat 'Move on Up' van Curtis Mayfield. Het album Top Ten bestaat geheel en al uit covers waaronder 'Sex Machine' van James Brown en 'Dizzy Miss Lizzy' van Larry Williams, die in een opzettelijk gevoelloze, mechanische stijl gemaakt zijn en een sfeer van postmodernisme ademen.
Bovenal 'Money' is populair gebleven, en werd als soundtrack voor talloze films en series gebruikt, waaronder The Wedding Singer, Empire Records, Charlie's Angels en Lord of War, alsmede de Amerikaanse dramareeks Nip/Tuck.
Na de split van de band verscheen nog een album met dub-nummers, The Secret Dub Life of the Flying Lizards.

## Discografie

### Albums
- 1980 The Flying Lizards
- 1981 Fourth Wall
- 1984 Top Ten
- 1996 The Secret Dub Life of the Flying Lizards

### Singles
- 1978 Summertime Blues
- 1979 Money
- 1979 TV
- 1980 The Laughin Policeman (als The Suspicions)
- 1981 Move On Up
- 1981 Hands 2 Take
- 1981 Lovers and Other Strangers
- 1984 Sex Machine
- 1984 Dizzy Miss Lizzy